# توني برانسون
توني برانسون (بالإنجليزية: Tony Branson)‏ هو لاعب دوري الرغبي أسترالي، ولد في 1947 في بلدة ناورا في أستراليا.